# Pezicula frangulae
Pezicula frangulae (Fr.) Fuckel – gatunek grzybów z rodziny Dermateaceae.

## Systematyka i nazewnictwo
Pozycja w klasyfikacji według Index Fungorum: Pezicula, Dermateaceae, Helotiales, Leotiomycetidae, Leotiomycetes, Pezizomycotina, Ascomycota, Fungi.
Po raz pierwszy opisał go w 1822 r. Elias Fries, nadając mu nazwę Tympanis frangulae. W 1870 r. Leopold Fuckel przeniósł go do rodzaju Pezicula. Pozostałe synonimy:
- Aleuriella frangulae (Fr.) P. Karst. 1871
- Cenangium frangulae (Fr.) Tul. 1853
- Dermatea frangulae (Fr.) Tul. & C. Tul. 1865
- Dermatella frangulae (Fr.) P. Karst. 1871
- Pezicula frangulae subsp. americana Verkley 1999
- Scleroderris frangulae (Fr.) Gillet 1886[2].

## Morfologia
Owocniki
Wyrastające pojedynczo, w grupach lub rzędach apotecja o barwie od jasnoszarej do oliwkowej i czarniawej. Worki 4-zarodnikowe, 65-160 × 11-18 µm, pod działaneim odczynnika Melzera czerwonawe do szarawych. Parafizy żółtawe, cylindryczne z lekko rozszerzonym wierzchołkiem, lekko rozgałęzione. Zarodniki elipsoidalne, bezbarwne do żółtawych, w okresie dojrzałości typowo 2-6-komórkowe o wymiarach 17-25 × 6-10 µm.

## Zasięg występowania i siedlisko
W Polsce do 2003 r. podano tylko dwa stanowiska i to dawne (Bogumił Eichler 1902 i Joseph Schroeter 1908), w 2005 r. Andrzej Chlebicki podał następne. Prawdopodobnie występuje powszechnie, jednak jest pomijany ze względu na drobny rozmiar (na pograniczu grzybów wielkowocnikowych i mikroskopijnych) i mylenie z innymi gatunkami.
Grzyb nadrzewny, saprotrof, w Polsce notowany na opadłych gałęziach jesionu (Frangula). przez cały rok.